# Doto dunnei
Doto dunnei är en snäckart som beskrevs av Henning Mourier Lemche 1976. Doto dunnei ingår i släktet Doto och familjen Dotoidae. Inga underarter finns listade i Catalogue of Life.